# Kitaca

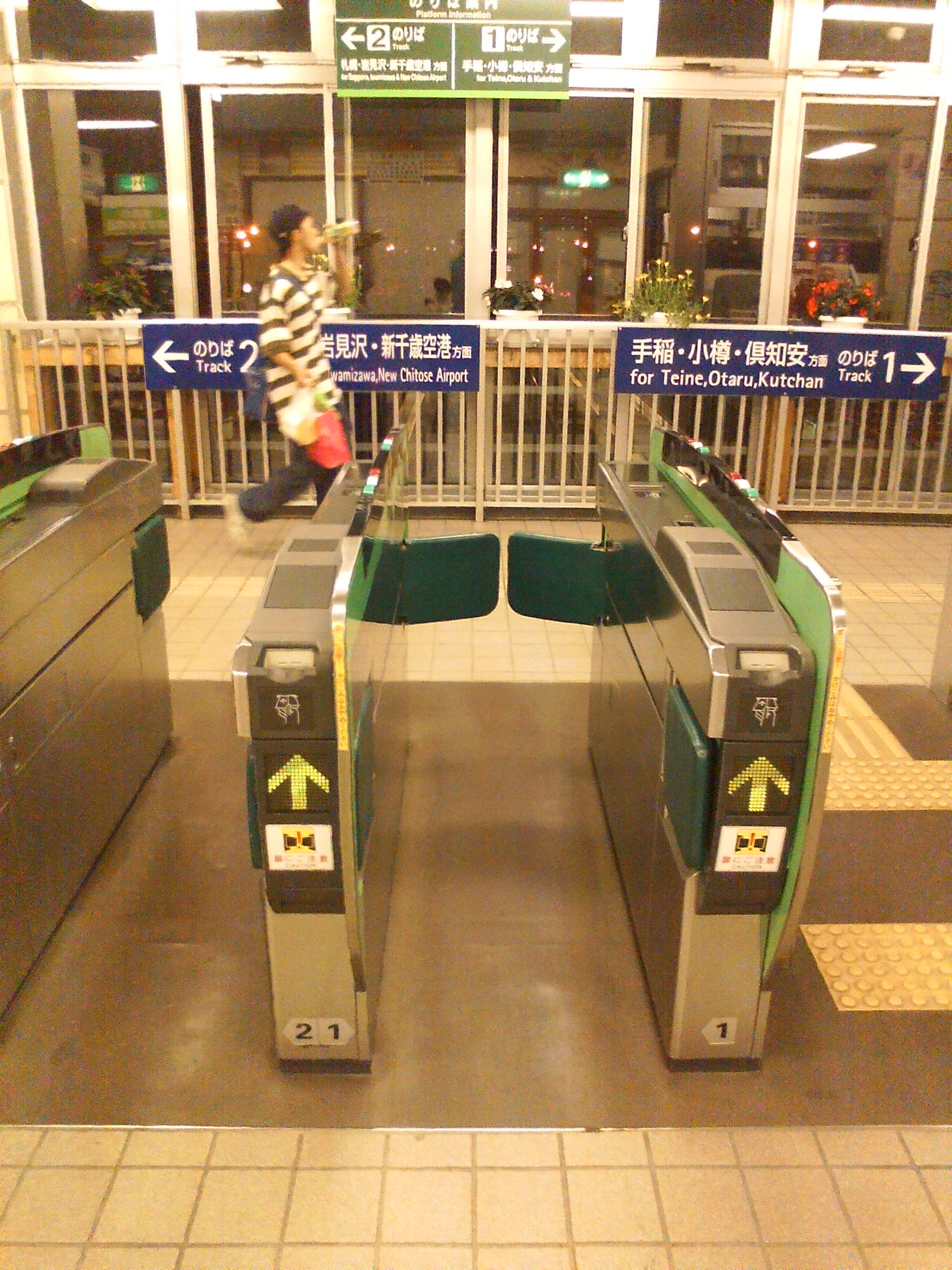
개찰기에 설치된 Kitaca 리더 (핫사무추오역)

Kitaca는 홋카이도 여객철도(이하 JR 홋카이도)가 2008년 10월 25일에 도입한 IC 카드 승차권이다.

## 개요

터치&고

비접촉형 IC카드라서 인식기에 대지 않아도 통과가 되기 때문에 반드시 카드 케이스나 가방에서 꺼내서 쓸 필요는 없다. 덧붙여 인식 범위가 반경 10cm 정도이므로 공중을 통해도 이용 가능한 경우가 있지만, Kitaca와 개찰기와의 통신 시간을 확보하기 위해 Kitaca를 꺼내어 직접 인식기에 대서 개찰기를 통과하는 사용법인 '터치 앤 고'를 추천 하고 있다.

## 이용 가능 구간
- 하코다테 본선
  - 오타루역 - 이와미자와역 사이
- 지토세 선
  - 공항 지선을 포함한 전 구간
- 무로란 본선
  - 누마노하타역 - 도마코마이역 간
- 삿쇼 선
  - 전 구간